# Boțești (Argeș)
Boțești is een Roemeense gemeente in het district Argeș.
Boțești telt 1218 inwoners.